# Einheit Produktionen
Einheit Produktionen ist ein deutsches Musiklabel, das 2004 in Drebkau gegründet wurde und sich hauptsächlich auf Pagan-, Viking- und Folk Metal spezialisiert hat. Black- und Death-Metal-Bands werden vom Sublabel Black Blood Records unterstützt.

## Namensherkunft und Logo
Der Name des Labels stammt von dem einheimischen Sportverein SV Einheit Drebkau, dessen Zustimmung, den Namen zu verwenden, Einheit Produktionen erhalten hat. Das Logo des Labels soll laut Gründer nicht politisch sein, da das Label seiner Meinung nach unpolitisch ist und das Label keine politischen Bands oder Vereinigungen unterstützt. Das Label stellt in seinem Haftungsausschluss klar, dass dieses nicht für die Inhalte der Alben, der Cover und externe Internetseiten verantwortlich ist.

## Musikrichtungen
Das Label unterstützt Bands, die Black-, Death, Folk-, Pagan, Celtic-, Viking- und Dark Metal spielen und eine starke Gesinnung zur Natur besitzen. Das Label ist „jedoch auch für weitere Stilrichtungen des Metals (jedoch mit intelligentem Image) offen“.

## Bands und Verkauf
Bekannteste Bands, die bei Einheit Produktionen beziehungsweise bei Black Blood Records unter Vertrag stehen bzw. standen, sind:
- Aisling
- Andras
- Arcana XXII
- Black Messiah
- Cryptic Forest
- Finsterforst
- Grabak
- Horn
- Licht erlischt …
- Menhir
- Mistur
- Mortal Intention
- Nomans Land
- Oakenshield
- Odroerir
- Sado Sathanas
- Thrudvangar
- Thrundra
- Trimonium
- Sorgsvart
- Ulvhedin
- Waldgeflüster
- Wrath
- XIV Dark Centuries